# The Contest
The Contest est un court métrage d'animation américain de la série Out of the Inkwell, réalisé par Dave Fleischer et sorti en 1923.

## Fiche technique
- Titre : The Contest
- Réalisateur : Dave Fleischer
- Pays de production :  États-Unis
- Genre : animation
- Durée : 8 min
- Date de sortie :
  - États-Unis : 1er décembre 1923